# Udanin
Udanin (Duits: Gäbersdorf) is een dorp in het Poolse woiwodschap Neder-Silezië, in het district Średzki (Neder-Silezië). De plaats maakt deel uit van de gemeente Udanin.

Gemeentewapen
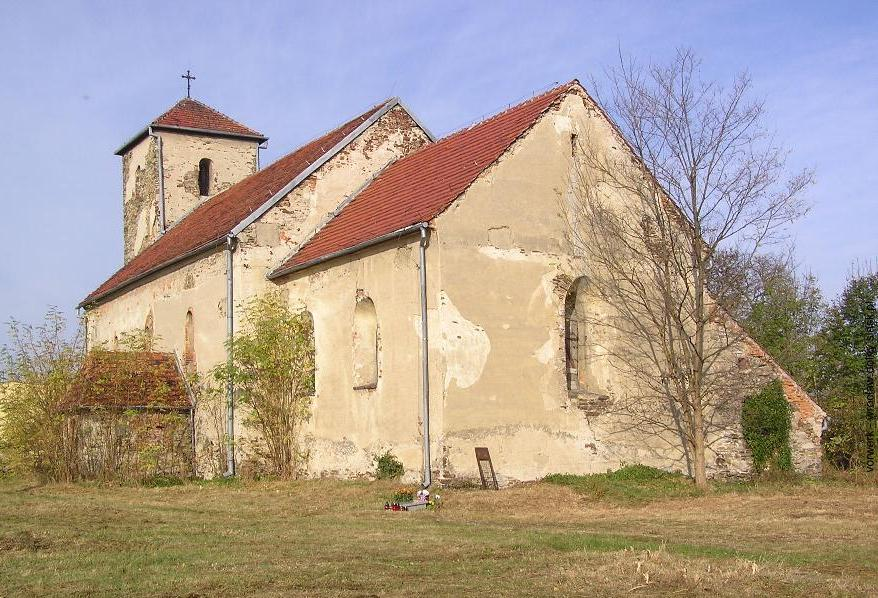
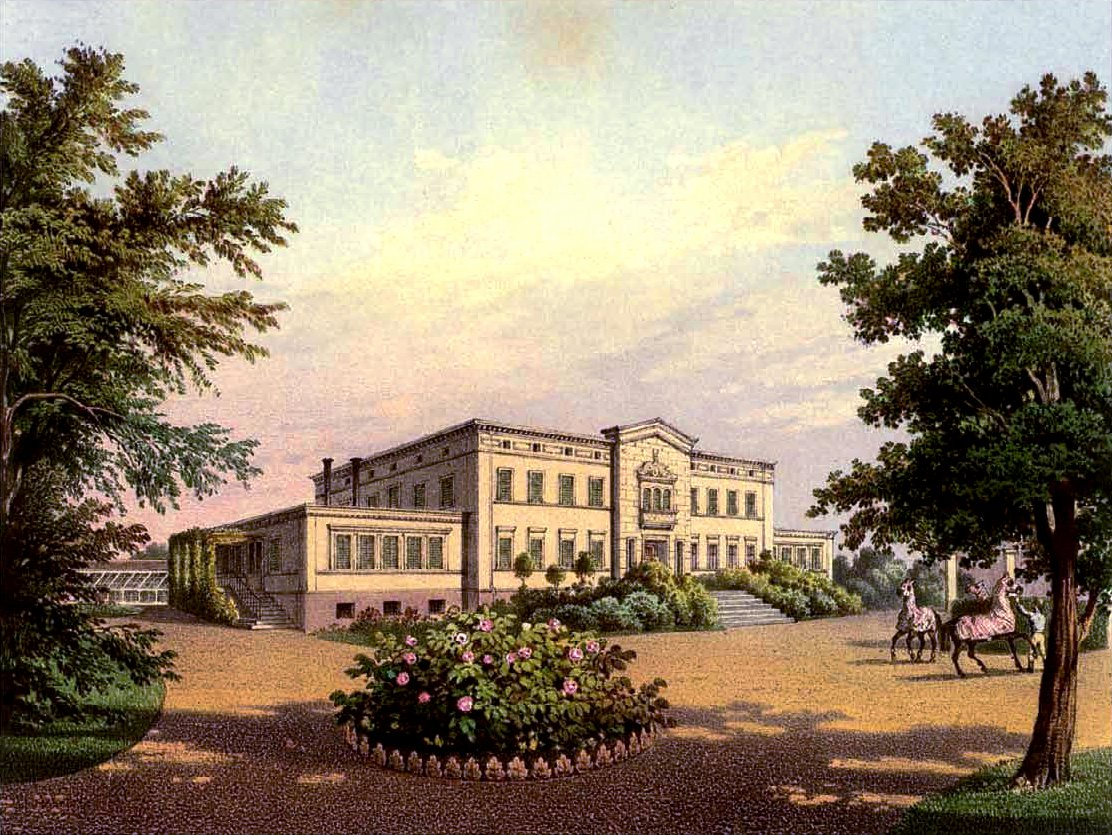